# Майстер, Селвин
Селвин Джеральд Майстер (англ. Selwyn Gerald Maister, 24 мая 1946, Крайстчёрч, Новая Зеландия) — новозеландский хоккеист (хоккей на траве), полузащитник. Олимпийский чемпион 1976 года.

## Биография
Селвин Майстер родился 24 мая 1946 года в новозеландском городе Крайстчёрч.
Учился в средней школе для мальчиков в Крайстчёрче, играл в хоккей на траве за её команду. Затем учился в Англии в колледже Магдалина Оксфордского университета, изучал неорганическую химию, в течение трёх лет выступал за сборную вуза.
Защищал цвета «Юнивёрсити оф Кентербери». В 1961 году дебютировал в сборной страны по хоккею на траве.
В 1968 году вошёл в состав сборной Новой Зеландии по хоккею на траве на Олимпийских играх в Мехико, занявшей 7-е место. Играл на позиции полузащитника, провёл 9 матчей, забил 2 мяча (по одному в ворота сборных Индии и Испании).
В 1972 году вошёл в состав сборной Новой Зеландии по хоккею на траве на Олимпийских играх в Мюнхене, занявшей 9-е место. Играл на позиции полузащитника, провёл 8 матчей, мячей не забивал.
В 1976 году вошёл в состав сборной Новой Зеландии по хоккею на траве на Олимпийских играх в Монреале и завоевал золотую медаль. Играл на позиции полузащитника, провёл 8 матчей, мячей не забивал.
В 1973—1974 годах был капитаном сборной Новой Зеландии.
По окончании игровой карьеры работал тренером. В 2000 году входил в тренерский штаб женской сборной Новой Зеландии по хоккею на траве на летних Олимпийских играх в Сиднее. Также работал с мужскими клубными командами Крайстчёрча.
Возглавлял Крайстчёрчский региональный спортивный трест.
В течение 30 лет руководил направлением прикладных наук в Крайстчёрчском политехническом институте. Доктор философии.
В 2012 году за заслуги в хоккее на траве награждён медалью Королевской службы.

## Семья
Дед Барри Майстера Хавила Даун был большой фигурой в новозеландском хоккее на траве: он был игроком, судьёй и секретарём национальной хоккейной ассоциации в 1924—1959 годах.
Отец Джеральд был вратарём в начале 50-х.
Младший брат Селвина Майстера Барри Майстер (род. 1948) вместе с ним играл за сборную Новой Зеландии на летних Олимпийских играх 1968, 1972 и 1976 годов, стал олимпийским чемпионом. Другой брат Крис Майстер также выступал за сборную Новой Зеландии.

## Увековечение
В 1990 году в составе сборной Новой Зеландии, выигравшей Олимпиаду, введён в Новозеландский спортивный Зал славы.